# Anestesia gassosa
Per anestesia gassosa o inalatoria si intende una tecnica anestesiologica che prevede l'utilizzo e la somministrazione di farmaci allo stato gassoso al fine di rendere possibile l'atto chirurgico.
Questi farmaci sono diversi dai derivati eterei alogenati (sevoflurano, desflurano, isoflurano) che, pur essendo somministrati per via inalatoria, non sono gas ma liquidi volatili, di cui si sfrutta la fase di vapore: infatti essi vengono conservati in flaconi di vetro, mentre i gas anestesiologici, come qualsiasi altro gas, vengono conservati in bombole.

## Gas anestetici
Gli unici tre gas utilizzati in anestesia sono: ossigeno, aria, protossido d'azoto. In realtà il protossido d'azoto è un vapore e non un gas, essendo allo stato liquido normalmente nei recipienti che lo contengono. Una bombola di riserva del ventilatore infatti va pesata per sapere la quantità residua di protossido d'azoto. Peraltro sempre meno usato o abbandonato nei centri evoluti.
Ossigeno ed aria non sono gas anestesiologici in senso stretto perché non hanno azione farmacologica e servono solo a consentire un'adeguata ossigenazione.
Il protossido di azoto invece è un gas anestetico, in grado di produrre una depressione del sistema nervoso centrale; esso non viene usato puro, ma in miscele con l'ossigeno e con gli altri vapori alogenati: ha, tra i vari effetti, un ottimo potere analgesico, permettendo la riduzione della concentrazione dei gas alogenati nella miscela utilizzata.
Il protossido di azoto viene sempre conservato in bombole di colore blu.
Attualmente l'anestesia inalatoria con miscele di aria, ossigeno e vapori alogenati è sempre più comune; il protossido d'azoto vede un declino. Il suo uso da solo, però, è comune per l'analgesia durante il travaglio di parto e lo si può tuttavia occasionalmente ritrovare in ambulatori odontoiatrici.